# تجمع بدو قشعون (المهرة)

تعديل مصدري - تعديل

تجمع بدو قشعون هو "تجمع بدوي" في  مديرية المسيلة التابعة لمحافظة المهرة، بلغ تعداد سكانها 52 نسمة حسب تعداد اليمن لعام 2004.